# Melissa Mills
Melissa Mills (Sydney, 26 dicembre 1973) è una pallanuotista australiana, vincitrice di una medaglia d'oro ai giochi olimpici di Sydney 2000.